# BM Весов
BM Весов (лат. BM Librae) — одиночная переменная звезда в созвездии Весов на расстоянии приблизительно 11420 световых лет (около 3501 парсека) от Солнца. Видимая звёздная величина звезды — от +13,9m до +12,5m.

## Характеристики
BM Весов — пульсирующая переменная звезда типа RR Лиры (RR).